# Mathieu Choinière
Mathieu Choinière (* 7. Februar 1999 in Saint-Alexandre, Québec) ist ein kanadischer Fußballspieler.

## Karriere

### Verein
Aus der Nachwuchsakademie von CF Montreal kommend, kam er im Sommer 2018 in den Kader der MLS-Mannschaft. Nach einem ersten Einsatz in der Canadian Championship 2018 bekam er am 22. Juli 2018 sein Debüt in der Liga, als er bei einem 2:2 gegen die Portland Timbers zur 89. Minute für Shamit Shome eingewechselt wurde. Bislang gelang ihm in seinen über hundert Einsätzen für Montreal der zweimalige Gewinn des kanadischen Pokals, wie auch die Teilnahme an der CONCACAF Champions League 2022, wo er auch einige Einsätze hatte.

### Nationalmannschaft
Mit der kanadischen U20 nahm er an der CONCACAF U-20-Meisterschaft 2018 teil und führte hier seine Mannschaft in drei Partien als Kapitän an. Bei dem Turnier erzielte er ein Tor und bereitete ein weiteres vor. Als Zweitplatzierte der Gruppe schaffte es seine Mannschaft aber nicht in die nächste Runde. Nach dem Turnier bekam er über den Rest des Jahres verteilt noch einige Einsätze mit der U23.
Nach einer ersten Nominierung ohne Einsatz für die kanadische A-Nationalmannschaft im November 2022, kam er dann erstmals bei einer 1:4-Freundschaftsspielniederlage gegen Japan am 13. Oktober 2023 zum Einsatz. Nach einem weiteren Einsatz in den Playoffs der Qualifikation für die Copa América 2024 und einem Freundschaftsspiel in der Vorbereitung für die Endrunde, wurde er auch in den finalen Turnier-Kader aufgenommen.
Im Sommer 2024 wechselte Choinière zum Grasshopper Club Zürich.

## Sonstiges
Er ist der Zwillingsbruder von David Choinière, der ebenfalls als Fußballspieler aktiv ist.